# Beneficencia corporativa
La  beneficencia corporativa  a menudo se usa para describir un otorgamiento de una subvención del gobierno, interrupciones fiscales, u otro tratamiento favorable especial para una corporación.
La definición de beneficencia corporativa a veces se restringe a directamente  subsidios gubernamentales de las principales corporaciones, excluyendo  lagunas de impuestos y otro tipo de trabas regulatorias, decisiones comerciales que en la práctica podría valer mucho más que cualquier subsidio directo.

## Origen del término
Según informes, el término "bienestar corporativo" se inventó en 1956 por Ralph Nader.

## Adages alternativos

### "Socialismo para los ricos, capitalismo para los pobres"
Se cree que se ha popularizado por primera vez por Michael Harrington The Other America en el que Harrington citó Carlos Abrams, una autoridad señalada en  Vivienda.
Las variaciones sobre este adagio se han utilizado en las críticas de la política económica Estados Unidos "Por Joe Biden, Martin Luther King Jr., Gore Vidal, Joseph P. Kennedy II, Robert F. Kennedy, Jr., Dean Baker, Noam Chomsky, Robert Reich, John Pilger, y  Bernie Sanders.

### "Privatizando las ganancias y socializando las perdidas"
"La privatización de las ganancias y la socialización de las perdidas" se refiere a la idea de que las corporaciones quieren reservar ganancias financieras para ellas mismas y pasar las pérdidas al resto de la sociedad, potencialmente a través del cabildeo al gobierno para obtener ayuda. Esta práctica fue criticada en el Balático de Wall Street de 2008.

## Por país

### Estados Unidos

#### Fondo
Subsidios considerados, injustificados, desperdiciados, injustos, ineficientes o comprados por el cabildeo a menudo se llaman bienestar corporativo. La etiqueta del bienestar corporativo a menudo se usa para decorar los proyectos anunciados como beneficiando el bienestar general que gasta una cantidad desproporcionada de fondos en grandes corporaciones, y con frecuencia en formas no competitivas o anti-competitivas. Por ejemplo, en los Estados Unidos,  Los subsidios agrícolas generalmente se retratan a medida que ayudan a los agricultores independientes a mantenerse a flote. Sin embargo, la mayoría de los ingresos obtenidos de los programas de apoyo a los productos básicos en realidad se convierten en grandes corporaciones agronegociosas, como Archer Daniels Midland, ya que poseen un porcentaje de producción considerablemente mayor.
Alan Peters y Peter Fisher, profesores asociados en la Universidad de Iowa, han estimado que los gobiernos estatales y locales proporcionan $ 40-50 mil millones anuales en incentivos de desarrollo económico, qué críticos caracterizan como bienestar corporativo.
Algunos economistas consideran la Ley de estabilización económica de emergencia de 2008 para ser el bienestar corporativo. Los políticos de EE. UU. también han sostenido que los préstamos de interés cero del Sistema de la Reserva Federal a las instituciones financieras durante la crisis financiera mundial eran una forma oculta y trasera de bienestar corporativo. El término aumentó la prominencia en 2018 cuando el senador Bernie Sanders introdujo un proyecto de ley, sin usar Amazon y Walmart en particular, para requerir que una empresa con 500 o más empleados pague el costo total de los beneficios de bienestar recibidos por sus trabajadores.

#### Análisis integrales

##### Cato Institute
Un análisis de políticas realizado por el Instituto Cato, analiza el presupuesto federal hacia los programas que los autores consideraron asistencia social. El análisis posterior realizado por el instituto estimó que esa cifra asciende a 100.000 millones de dólares en el presupuesto federal de 2012.

##### Independiente
Daniel D. Huff, Profesor Emérito de Trabajo Social en la Universidad Estatal de Boise, publicó un análisis integral del bienestar corporativo en 1993. Huff razonó que una estimación muy conservadora de los gastos de bienestar empresarial en los Estados Unidos habría sido al menos en 1990.

En 1990, el gobierno federal gastó 4.700 millones de dólares en todas las formas de ayuda internacional. Los programas de control de la contaminación recibieron 4.800 millones de dólares de asistencia federal, mientras que tanto la educación secundaria como la primaria recibieron solo 8.400 millones de dólares. Más concretamente, mientras más de 170 mil millones de dólares se gastan en una variedad de tipos de bienestar corporativo, el gobierno federal gasta 11 mil millones de dólares en Ayuda para Niños Dependientes. El programa de asistencia social más costoso con prueba de recursos, Medicaid, le cuesta al gobierno federal 30 mil millones de dólares al año o aproximadamente la mitad de la cantidad que las corporaciones reciben cada año a través de una variedad de exenciones tributarias. S.S.I., el programa federal para discapacitados, recibe 13 mil millones de dólares, mientras que las empresas estadounidenses reciben 17 mil millones en ayuda federal directa.

Huff argumentó que la confusión deliberada era un factor de complicación.

### Reino Unido
En 2015, Kevin Farnsworth, profesor titular de Política social en la Universidad de York publicó un documento en el que afirmaba que el gobierno estaba proporcionando subsidios corporativos de 93.000 millones de libras esterlinas. Esta cantidad incluye el papel del gobierno en el aumento del comercio, la desgravación fiscal para las empresas que invierten en nuevas plantas y maquinaria (estimada por Farnsworth en 20.000 millones de libras esterlinas), una tasa impositiva corporativa más baja para las pequeñas empresas, desarrollo regional subvenciones y contratación pública para las empresas (que Farnsworth sugiere a menudo favorece a las empresas británicas incluso cuando estas no son la mejor opción de valor disponible). Sin embargo,  The Register  escribió que la cifra de Farnsworth para la desgravación fiscal para la inversión era incorrecta y que había cometido errores en sus cálculos, señalando que no era contador. También afirmó que no cobrar impuestos a las empresas en determinadas circunstancias (cuando se aplicaban las desgravaciones) no era lo mismo que concederles una subvención. No se cobran impuestos sobre el combustible a las aerolíneas debido al  convenio sobre aviación civil internacional (una  Agencia de la ONU) que especifica que los aviones deben estar exentos de impuestos sobre el combustible.

#### Discusión política
En 2015, el  líder del partido laborista Jeremy Corbyn dijo que "eliminaría" los 93.000 millones de libras de "subsidios y desgravaciones fiscales corporativas" a los que se refería Farnsworth y utilizaría los ingresos para inversión pública. Corbyn no dijo qué políticas específicas cambiarían.  The Guardian  escribió la política "suena maravilloso, pero un escrutinio cuidadoso del 'bienestar corporativo' muestra que incluye asignaciones de capital diseñadas para persuadir a las empresas para que inviertan, ayuda regional para impulsar el crecimiento en partes deterioradas del Reino Unido, y subsidios para mantener abiertas las rutas de autobuses y trenes, ninguno de los cuales, presumiblemente, a Corbyn le gustaría que se detuviera ".

### Canadá
El Nuevo Partido Democrático en Canadá recogió el término como un tema principal en su campaña de 1972. Su líder, David Lewis, utilizó el término en el título de su libro de 1972, "Louder Voices: The Corporate Welfare Bums".
El  Partido de la Reforma y su sucesor la Alianza Canadiense eran conocidos por oponerse a la mayoría de los subsidios comerciales, pero después de su fusión con los candidatos del  Partido Conservador Progresista, abandonaron su oposición.

### India
"The Wire" observó que la tasa impositiva efectiva era baja para las corporaciones más grandes, lo que significaba que las compañías que obtenían menores ganancias compiten en un entorno desigual con las compañías más grandes con beneficios tributarios sustanciales, con la brecha en las tasas impositivas efectivas ampliándose a lo largo de los años. El primer ministro de la India Narendra Modi criticó esta práctica y dijo.

" ¿Por qué los subsidios que van a los ricos se presentan de manera positiva? Dejame darte un ejemplo. La pérdida total de ingresos por incentivos a los contribuyentes corporativos fue de más de 62.000 rupias crore ...Debo confesar que me sorprende la forma en que los expertos utilizan las palabras en este asunto. Cuando se otorga un beneficio a los agricultores oa los pobres, los expertos y funcionarios gubernamentales normalmente lo llaman subsidio. Sin embargo, encuentro que si se otorga un beneficio a la industria o al comercio, generalmente es un "incentivo" o una "subvención"."

## Otras lecturas
- Johnston, David Cay. Free Lunch (The Penguin Group, New York, 2007.)
- Jansson, Bruce S. The $16 trillion mistake: How the U.S. bungled its national priorities from the New Deal to the present (Columbia University Press, 2001)
- Mandell, Nikki. The corporation as family : the gendering of corporate welfare, 1890-1930 (University of North Carolina Press, 2002).
- Glasberg, Davita Silfen. Corporate welfare policy and the welfare state: Bank deregulation and the savings and loan bailout (Aldine de Gruyter, NY, 1997).
- Whitfield, Dexter. Public services or corporate welfare: Rethinking the nation state in the global economy (Pluto Press, Sterling, Va., 2001.)
- Folsom Jr, Burton W. The Myth of the Robber Barons (Young America)
- Rothbard, Murray N. Making Economic Sense, Chapter 51: Making Government-Business Partnerships ISBN 0-945466-18-8 (1995)